# Tenth Dimension
Tenth Dimension är hårdrocksbandet Blaze Bayleys andra album, utgivet 2002. Albumet hade ganska höga förväntningar på sig efter kritikerrosade debutalbumet Silicon Messiah men levde inte riktigt upp till kritikernas förväntningar. Intressant nog så innehåller skivan en liveversion av Iron Maiden-låten "Futureal", som Blaze Bayley var med och skrev.

## Låtlista
Skiva 1
1. "Forgotten Future" - 1:02
2. "Kill and Destroy" - 4:26
3. "End Dream" - 5:14
4. "The Tenth Dimension" - 6:18
5. "Nothing Will Stop Me" - 4:21
6. "Leap of Faith" - 3:38
7. "The Truth Revealed" - 1:44
8. "Meant to Be" - 6:26
9. "Land of the Blind" - 3:56
10. "Stealing Time" - 4:37
11. "Speed of Light" - 4:43
12. "Stranger to the Light" - 6:33

Skiva 2 (samlingsskiva)
1. "The Launch" - 2:57 (live)
2. "Futureal" - 3:28 (live)
3. "Tough as Steel" - 5:08 (live)
4. "Evolution" - 4:07 (live)
5. "Living Someone Else's Life" - 4:47
6. "Silicon Messiah" - 5:11
7. "Born as a Stranger" - 5:52
8. "Ghost in the Machine" - 4:20 (video)
9. "Inside the Tenth Dimension (EPK-video)

## Medlemmar
- Blaze Bayley - sång
- Jeff Singer - trummor
- Rob Naylor - bas
- Steve Wray - gitarr
- John Slater - gitarr